# Evangelische Kirche im Burgviertel (Budapest)

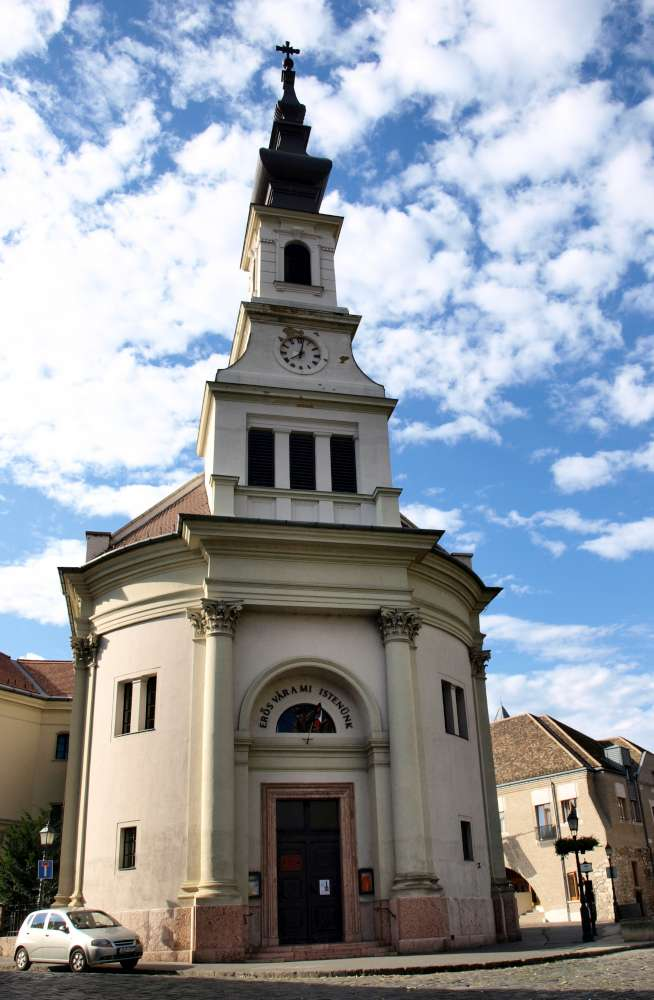
Evangelische Kirche im Burgviertel

Die Evangelische Kirche im Burgviertel (ungarisch Budavári evangélikus templom) ist eine evangelisch-lutherische Kirche in der ungarischen Hauptstadt Budapest. Sie liegt in der Táncsics Mihály utca 28 an der Ecke zum Bécsi kapu tér im Burgviertel des I. Bezirks und wurde 1895 nach Plänen von Mór Kallina errichtet.

## Geschichte
Die erste lutherische Kirche in der damals noch eigenständigen freien königlichen Stadt Buda, die zum Großteil von deutschsprachigen Einwohnern besiedelt war, entstand 1847 im klassizistischen Stil am Ehrenplatz Nr. 17 (Dísz tér) im südlichen Teil des Burgviertels. Die Errichtung wurde von der Gattin des Palatins, Maria Dorothea von Württemberg sehr gefördert. Bevor die reformierte Gemeinde von Buda ein eigenes Kirchengebäude erhielt, durfte sie zwischen 1885 und 1895 die lutherische Kirche mitbenützen.
Als wegen der bevorstehenden Millenniumsfeierlichkeiten geplant wurde, auf dem Dísz tér ein neues Gebäude für das Verteidigungsministerium zu errichten, wurde beschlossen, die evangelische Kirche von hier auf den im Norden des Burgviertels gelegenen Wiener-Tor-Platz (Bécsi kapu tér) zu verlegen. Der Architekt des Verteidigungsministeriums, Mór Kallina, erhielt auch den Auftrag für die neue Kirche nebst einem Schulgebäude. Auf Wunsch der Gemeinde erstellte Kalina einen Plan, nach dem das neue Kirchengebäude dem alten in Form und Größe möglichst ähneln sollte. Es sollte sich außerdem auch in die neue Umgebung möglichst gut einfügen. Aufgrund großen Zeitdrucks (die alte Kirche durfte erst abgerissen werden, wenn die neue fertiggestellt war; das Verteidigungsministerium wiederum sollte zum Millennium 1896 fertig sein) erbaute Kallina die Kirche innerhalb eines Jahres. 1894 reichte er die Pläne ein und im Oktober 1895 wurde die neue Kirche eingesegnet.
Während des Zweiten Weltkriegs wurde Buda belagert, wobei die Kirche mehrmals getroffen wurde. Der größte Schaden entstand durch eine Bombe, die am 31. Dezember 1944 durch das Dach direkt vor den Altar fiel und dort explodierte. Damals wurde der Altar mit dem Bild Christus segnet das Brot von Bertalan Székely, das noch aus der alten Kirche stammte, die Orgel, die Leuchter, Fenster, Türen und Bänke vernichtet, Seitenemporen und Kanzel stürzten ein. Der Wiederaufbau begann 1947, so dass die Kirche am 25. März 1948 erneut eingesegnet werden konnte. Damals erhielt die Kirche auch wieder eine neue Glocke. Allerdings wurde der Originalzustand nicht mehr hergestellt und sowohl die Fassade als auch die Inneneinrichtung wurden nur vereinfacht wiederhergestellt. An der Táncsics Mihály utca wurde das Pfarrhaus renoviert, das Schulgebäude auf der anderen Seite der Kirche wurde nicht mehr hergestellt.
In den Jahren 1957–1958 und 1969–1971 wurde die Kirche außen renoviert, Anfang der 1980er Jahre im Zuge einer Gesamtrekonstruktion des Burgviertels erneut außen und innen. In den 1990er Jahren versetzte man ein Mosaik von der Fassade in den Innenraum und brachte stattdessen die Aufschrift Erös vár a mi istenünk (Ein feste Burg ist unser Gott) über dem Tor an. An der Kirche besteht eine eigenständige deutschsprachige Gemeinde, die von einem Diasporapfarrer aus Deutschland betreut wird und ihre Gottesdienste in der zum Gemeinderaum umgestalteten Kapelle abhält.

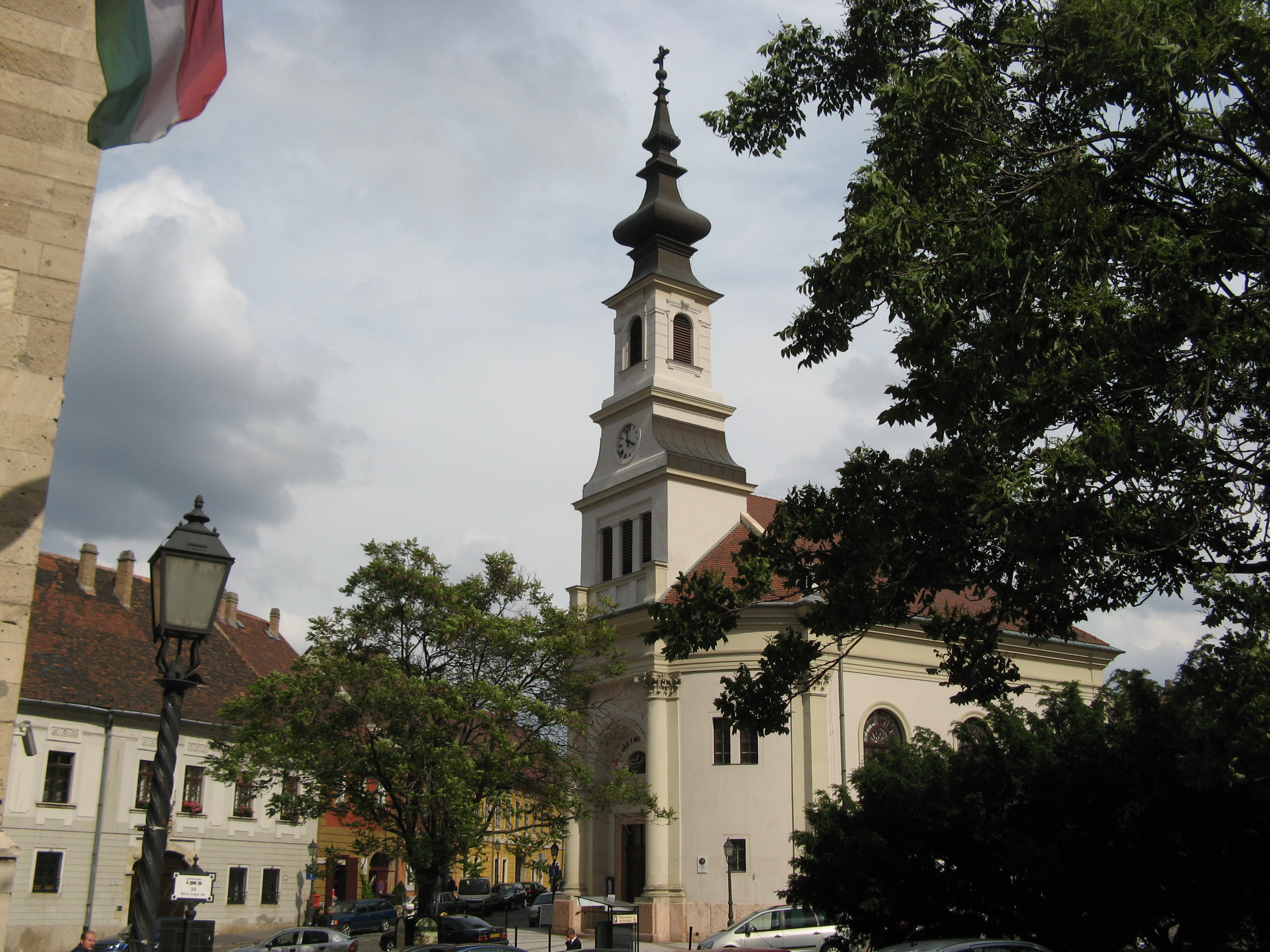
Evangelische Kirche am Bécsi kapu tér

## Kirchengebäude
Die zum Bécsi kapu tér hin abgerundete Hauptfassade der Kirche wird durch zwei korinthische Halbsäulen zu beiden Seiten des Hauptportals akzentuiert. Über dem Rechteckportal befindet sich eine Lünette mit Fenster und der Aufschrift Ein feste Burg ist unser Gott in ungarischer Sprache. Der 36 Meter hohe, barock anmutende Kirchturm trägt eine Uhr. Die ursprünglich vorhandenen vier Amphoren an der Balustrade des Hauptgesims wurden nach 1945 nicht wiederhergestellt.
Das Innere der Kirche wurde nach den Kriegszerstörungen stark vereinfacht. Es fehlen die ursprünglichen Stuckverzierungen der Kapitelle und des Triumphbogens sowie der Altaraufbau und die Baldachin-Kanzel. Im Chor befindet sich heute lediglich ein Altartisch mit einem großformatigen Kreuz darüber; dahinter wurde ein rundes Glasfenster ausgebrochen. Kreuz, Bänke und Brüstung der Emporen wurden braun gebeizt, die Leuchten sind in drei Reihen in die Decke versenkt. Die Orgel auf der Empore wurde 1960 von Zoltán Peskó begonnen und in den 1970er Jahren von seinem Sohn György fertiggestellt. Es handelt sich um eine monumentale Konzertorgel mit drei Manualen, deren Pfeifen die gesamte Nordwand ausfüllen. Über dem Innentor des Haupteingangs befindet sich ein Mosaik von András Rác, das den Heiligen Geist als Taube darstellt.